# Breaking the Ice (1938)
Breaking the Ice ist ein US-amerikanisches Filmdrama mit Musicalelementen aus dem Jahr 1938 von Edward F. Cline. Die Produktion der RKO Pictures entstand nach einer Erzählung von Fritz Falkenstein und Brewster Morse.

## Handlung
Die Mennonitin Martha Martin aus Pennsylvania will nach Kansas ziehen, um dort dem Witwer Henry Johnson nahe zu sein. Sie kann sich das Geld für die Zugreise nicht leisten und will es sich von ihrem Schwager William Decker leihen. Der jedoch weigert sich, ihr die benötigten 92 Dollar zu geben und schreibt einen Brief an Henry, dass er, wenn er Mary heiraten wolle, ihr das Geld für den Zug schicken solle. Marthas Sohn Tommy hat Mitleid mit seiner Mutter. Er zerreißt den Brief und will seine Sammlung alter Zeitungen an den Trödler Samuel Terwilliger verkaufen. Der gibt ihm dafür einen Dollar und als Geschenk eine Mundharmonika. Am gleichen Abend wird Tommy vom frommen William bestraft, weil er die Mundharmonika als Geschenk angenommen hat und sie nicht verdient hat. Tommy läuft zu Sam und überzeugt ihn, ihn nach Philadelphia zu bringen, wo Tommy hofft, sich das Geld für die Zugfahrt verdienen zu können.
Am nächsten Tag bemerkt William das Fehlen eines 20-Dollar-Scheins. Der Schein ist zwischen Tommys Zeitungen geraten. William bezichtigt Tommy Martha gegenüber als Dieb. In Philadelphia findet Tommy eine Anstellung auf einer Eisbahn direkt in der Nähe von Sams Geschäft. Mit seinen Sangeskünsten beeindruckt er Mr. Kane, den Eigentümer der Eisbahn. Mit der sechs Jahre alten Eisläuferin Irene Dare soll Tommy eine Vorstellung geben und dafür 25 Dollar die Woche erhalten. Sam soll das Geld nach Hause schicken, doch der behält heimlich 20 Dollar für sich.
Der Betrug kommt bald ans Licht. Tommy kehrt frustriert nach Hause zurück, wo er sofort von William des Diebstahls angeklagt wird. Tommy schwört, seine Unschuld noch vor der Reise nach Kansas zu beweisen. Mit der Hilfe des reuevollen Sams findet er die Banknote zwischen den Zeitungen, die Sam als Polster für einen angeblich antiken Stuhl benutzt hat. Der Stuhl wurde von Sam dann nach Washington verschickt. Endlich rehabilitiert verabschiedet sich Tommy von Sam und seiner Karriere als Sänger und reist mit seiner Mutter nach Kansas.

## Kritik
Frank S. Nugent von der New York Times kritisierte die dünne und unreife Substanz des Films. Außer den Liedern, die Bobby Breen vorträgt, und den komischen Elementen von Charles Ruggles, sei der Rest ein Nichts.

## Auszeichnungen
1939 erhielt Victor Young eine Oscar-Nominierung in der Kategorie Beste Filmmusik.

## Hintergrund
Der Film feierte am 22. September 1938 seine Premiere. Die Produktion musste ohne große Stars auskommen, versammelte aber ein Ensemble aus namhaften Charakterdarstellern hinter sich.